# Deutsche Agrarpartei
Die Deutsche Agrarpartei war  eine Bauernpartei in den cisleithanischen Ländern Österreich-Ungarns. Sie wurde 1905 durch böhmische Landtagsabgeordnete gegründet.

## Geschichte
Während die tschechischen Bauern in Böhmen ab dem Anfang der 1890er Jahre eigene Bauernparteien gegründet hatte (siehe Českoslovanská strana agrární), organisierten sich die deutschsprachigen politischen Vertreter des Bauernstandes lange Zeit noch in den bestehenden deutschen Parteien, vor allem in der Deutschen Volkspartei, der Deutschen Fortschrittspartei und der Alldeutschen Vereinigung. Daneben bestanden ältere Interessensorganisationen wie der „Deutsche landwirtschaftliche Zentralverband“ und die 1898 gegründeten Organisationen des „Bundes deutscher Landwirte in Böhmen“ oder des „Deutsch-österreichischen Bauernbundes“ aus Budweis. Im Jahr 1901 gründeten die deutschfortschrittlichen Abgeordneten Franz Peschka und Martin Soukup im Reichsrat die Fraktion „Deutsche Bauernpartei“, die auch im Böhmischen Landtag vertreten war. Hier bestand sie jedoch innerhalb der Deutschen Fortschrittspartei. 1902 entstand in der Folge ein „Deutsch-agrarisches Arbeitskomitee für Böhmen“, in dem Mitglieder des Reichsrates sowie des Böhmischen Landtags die politische Arbeit für die Bauernschaft koordinierten. Im Frühling 1905 bildeten in Folge des Endes der tschechischen Obstruktion im Reichsrat und der deutschen Obstruktion im Böhmischen Landtag schließlich 17 deutschliberale bzw. deutschnationale Abgeordnete aller deutschen Klubs des Böhmischen Landtags die Deutsche Agrarpartei. Damit war die Agrarpartei auf Anhieb die zweitstärkste deutsche Fraktion im Landtag. Auch im Reichsrat konnte die Fraktion der Bauernpartei ihre Abgeordnetenzahl bis zum Frühjahr 1906 auf acht Mitglieder erhöhen. Bei der Reichsratswahl 1907 konnte die Agrarpartei bereits 16 Mandate erzielen, womit sie gleichauf mit den Sozialdemokraten zur stärksten deutschen Partei in Böhmen wurde. Hinzu kamen rund ein Dutzend Abgeordnete aus Mähren, Schlesien und Kärnten. Bei der Reichsratswahl 1911 wurden 32 Mandate erreicht.